# はんどすたんど!
『はんどすたんど!』は、有馬による日本の4コマ漫画作品。『まんがタイムきららMAX』（芳文社）にて2015年6月号と8月号に『ハンドスタンド!』の題名で読み切り掲載された後、『はんどすたんど!』に改題のうえで同年9月号から2018年9月号にかけて連載された。

## あらすじ
北海道のとある高校の入学初日、新城ななみは雪の中で逆立ちしている少女、真白ゆかと出会う。彼女は体操経験者であり、体操部のないこの高校に体操部を設立するつもりのようである。

## 登場人物

### メイン・キャラクター
新城ななみ（しんじょう ななみ）
本作の主人公。高校1年生。茶髪のツインテール。高校生だが小学生なみに身長が低い。
常に笑顔を崩さず、奇怪な言動で周囲を振り回すトリックスター。
ゆかを「ゆかちー」、いちごを「いちごガール」、ひなたを「ひなたん」、あまねを「あまねちゃん」など独特の呼び名で呼ぶ。
誰に対してもマイペースな態度を崩さないが、全国区の実力者であるあやに対しては何故か非常に卑屈な態度で接する。
髪が恐ろしいほどの剛毛であり、並の女性の腕力ではまとめられないほどである。
真白ゆか（ましろ ゆか）
高校1年生。器械体操部の発起人にして部長。金髪ショート。
中学時代も器械体操部であり、メンバーの中では唯一の器械体操経験者である。ただし強豪校であったためレギュラーには一度もなれず、中体連の出場経験はない。
非常に真面目な性格で誰に対しても敬語で話すが、どこでも逆立ちしてしまう、授業中に居眠りし休日もほとんど寝ているなど、どこか抜けているところもある。
本来の実力は高いものの、極度のあがり症ゆえに本番では実力を出し切れない傾向がある。
乙宮いちご（おとみや いちご）
高校1年生。長い黒髪をサイドテールに結っている。
気が強くツンデレっぽい性格だが、「いちご」という名前にコンプレックスを抱いており名前で呼ばれるのを嫌っている。
体が硬く運動神経も悪いためラジオ体操ならできそうと考え、器械体操部をラジオ体操部と勘違いして仮入部してきた（その後、正式に入部）。
晴沢ひなた（はるさわ ひなた）
高校1年生。紫色の長髪で、メンバーの中では最も長身でスタイルも良い。
いちごの幼馴染であり、彼女に付き添う形で器械体操部に仮入部してきた（その後、正式に入部）。
非常にネガティブな性格で常に無用な心配をしているが、意外に運動神経は良く、ななみの髪をまとめられるほど腕力もある。
ななみのことを気に入っており、背の低い彼女を頻繁にサポートしている。
富士崎あまね（ふじさき あまね）
新任の体育教師。器械体操部の顧問に就任する。ななみと同じぐらい身長が低いが、かなりの巨乳である。
学生時代に器械体操をやっており将来を嘱望される選手であったのだが、体操には不利な巨乳ゆえに選手としての道を諦めた経緯がある。
常に無表情であり大抵のことは意に介さないクールな性格であるが、姉のことねを苦手としている。

### サブキャラクター
富士崎ことね（ふじさき ことね）
あまねの双子の姉。妹とは違い陽気で豪快な性格ゆえ、あまねには暑苦しいと避けられている。
外見はあまねと瓜二つだが、アホ毛の向きが上向きである。
妹同様、巨乳のため選手としての道は諦め、市内の体操クラブでコーチを務めている。
小野寺あや（おのでら あや）
高校1年生。ゆかの中学時代の友人で、全国大会にも出場したことのある実力者。
ゆかとは違う高校に通っており、ことねが務める体操クラブにも所属している。
ゆるふわ系の外見・性格をしており、彼女のフキダシには常に花びらが舞っている。

## 書誌情報
- 有馬『はんどすたんど!』芳文社〈まんがタイムKRコミックス〉、全3巻[5]
  1. 2016年7月27日発売 ISBN 978-4-8322-4727-7
  2. 2017年8月26日発売 ISBN 978-4-8322-4869-4
  3. 2018年9月27日発売 ISBN 978-4-8322-4979-0